# Clarks Hill (Indiana)
Clarks Hill est une municipalité située dans le comté de Tippecanoe, dans l’État de l'Indiana, aux États-Unis. Lors du recensement de 2020, elle comptait 600 habitants.